# نورمن بورتنشاو
 نورمن بورتنشاو  (به انگلیسی: Norman Burtenshaw) (زاده ۱۹۲۶ - گریت یارموث) داور اهل انگلستان است.
وی داوری را از سال ۱۹۶۲ شروع کرده و در سال ۱۹۶۵ تا ۱۹۷۳ میلادی در لیست داوران فیفا قرار داشته‌است.